# L'Abergement-Clémenciat

L'Abergement-Clémenciat este o comună în departamentul Ain din estul Franței.